# Buckley Bay
Die Buckley Bay ist eine Bucht an der ostantarktischen Georg-V.-Küste. Sie liegt zwischen der Ostseite der ins Meer hineinragenden Zunge des Ninnis-Gletschers und der Festlandmasse.
Entdeckt wurde die Bucht bei der Australasiatischen Antarktisexpedition (1911–1914) unter der Leitung des australischen Polarforschers Douglas Mawson. Dieser benannte sie nach dem neuseeländischen Schafzüchter George Alexander McLean Buckley (1866–1937), einem Sponsor der Forschungsreise, der zuvor schon als Geldgeber für die Nimrod-Expedition (1907–1909) des britischen Polarforschers Ernest Shackleton in Erscheinung getreten war.